# Escoliosexualidad
Ceterosexualidad, previamente llamada skoliosexualidad, es una orientación sexual caracterizada por la atracción sexual o romántica por personas no cisgénero– es decir, no binarias o genderfluid.como personas trans

## Histórico y uso
Anteriormente, escoliosexualidad fue definida como atracción por las personas trans en general, siendo considerada problemática y fetichizante. Pero, muchas otras definiciones acabaron incluyendo "personas transgénero y no binarias", siendo redefinida para incluir solamente no binarias, algunas restringiendo el uso del término para solamente individuos no binarios. Aun así, fue criticada por algunos cuando usada como monosexualidad, pues trataría a no binariedad como un tercer género monolito.
La atracción, exclusiva o no, por personas no binarias fue muchas veces encarada como una pansexualidad o polisexualidad, pero estas requieren atracción independiente de género, por múltiples o todos los géneros. Ahora, se entiende como una orientación diamórica, y se puede interpretar como un tipo de plurisexualidad.